# RIPE NCC
Réseaux IP Européens Network Coordination Centre (RIPE NCC) este Registrul Regional Internet (RIR) pentru Europa, Orientul Mijlociu și părți din Asia Centrală cu sediul în Amsterdam, Olanda.
Un RIR supravehgează alocarea și înregistrarea resurselor de numerotație internet (adrese IPv4, adrese IPv6, numere de sistem autonom) într-o anumită regiune. RIPE NCC asigură suportul pentru coordonarea tehnică și administrativă a infrastructurii prin care funcționează internetul. Este o organizație non-profit cu peste 10.000 de membri din peste 70 de țări din regiunea pe care o administrează.
RIPE NCC asigură suport tehnic și administrativ pentru RIPE, un forum de discuții deschis tuturor celor interesați în dezvoltarea tehnică a internetului.

## Zona de serviciu
Zona de serviciu a RIPE NCC este formată din țările din Europa, Orientul Mijlociu și părți din Asia Centrală.

### Europa
| - Albania - Andorra - Armenia - Austria - Azerbaijan - Belarus - Bosnia și Herțegovina - Bulgaria - Cehia - Cipru - Croația - Danemarca | - Elveția - Estonia - Finlanda - Franța - Georgia - Germania - Grecia - Irlanda - Islanda - Italia - Letonia - Liechtenstein | - Lituania - Luxemburg - Macedonia - Malta - Marea Britanie - Republica Moldova - Monaco - Muntenegru - Norvegia - Olanda - Polonia - România | - Rusia - San Marino - Serbia - Slovacia - Slovenia - Spania - Suedia - Turcia - Ucraina - Ungaria - Vatican |

### Asia de Sud-Vest (Orientul Mijlociu)
| - Arabia Saudită - Autoritatea Națională Palestiniană - Bahrein - Emiratele Arabe Unite | - Iran - Irak - Israel - Iordania | - Liban - Oman - Qatar - Siria | - Yemen |

### Asia Centrală
| - Kazahstan - Tadjikistan | - Turkmenistan - Uzbekistan | - Kârgâzstan |  |